# Pierre Ganne
Pour les articles homonymes, voir Ganne.
Pierre Ganne, né à Clermont-Ferrand le 31 mai 1904 et mort le 15 août 1979 à Biviers, est un théologien et philosophe français, membre de la Compagnie de Jésus. Résistant pendant l'Occupation, c'est l'un des principaux représentants du modernisme dans l'Église catholique de son temps.

## Biographie
Après ses études à Yzeure et à Jersey, Pierre Ganne enseigne la philosophie au collège Notre-Dame d'Afrique, à Alger, puis il étudie la théologie au théologat de Fourvière pendant encore deux ans. Ordonné prêtre en 1935, il retourne enseigner la philosophie à Alger.
Pierre Ganne est mobilisé pendant la drôle de guerre. À la fin de l'année 1940, il rejoint Henri de Lubac en tant que professeur aux Facultés catholiques de Lyon, tout en s'engageant dans la Résistance spirituelle. Il s'oppose dans la revue Esprit au régime de Vichy et participe, au côté de Pierre Chaillet, à la fondation des Cahiers du Témoignage chrétien.
Parallèlement, Pierre Ganne appartient à deux réseaux clandestins, à Lyon et à Paris ; il se consacre à cacher des enfants juifs et à faire du renseignement. Menacé par la Gestapo, il regagne Alger en 1943, et rencontre à plusieurs reprises le général de Gaulle, à qui il transmet des documents secrets.
À la Libération, il retrouve ses activités d'enseignant à Lyon. Pendant la crise qui aboutira à la « purge de Fourvière » en juin 1950, Pierre Ganne est soupçonné de sympathies marxistes, dénoncé anonymement et finalement interdit d'enseignement, de même que Henri de Lubac, Henri Bouillard et Alexandre Durand. Tout en se pliant à la volonté de son supérieur général, il continue d'apporter son soutien aux prêtres ouvriers et aux catholiques progressistes au cours de ses nombreuses conférences en France et à l'étranger.

## Publications
- 2012 : Claudel, humour, joie et liberté', ré-édition du livre de 1966, Éditions du Tricorne (Suisse)
- 2009 : Notre raison d'espérer, Lethielleux/DDB
- 2008 :	Êtes-vous libre ?, éditions Anne Sigier, Paris
- 2006 :	Route vers la vie, Anne Sigier
- 2005 :	La Liberté d'un prophète, Granstedt, Cahiers de Meylan
- 2003 :	Le Pauvre et le Prophète, Anne Sigier
- 2004 : Vivre le don de l'Esprit Saint, 6 cd, édition a.m.e
- 2002 :	Révélation de Dieu, révélation de l'homme, Anne Sigier
- 1999 :	L'Évangile et le mal, Anne Sigier
- 1986 :	Je suis ton Dieu et je suis ton peuple : Leçons sur l'Alliance, Le Centurion
- 1984 :	Le Don de l'Esprit : leçons sur l'Esprit saint, Le Centurion
- 1982 :	Qui dites-vous que je suis ? : Leçons sur le Christ, Le Centurion
- 1979 :	La Création, coll. « Culture et foi », Le Cerf
- 1976 :	Appelés à la liberté, Le Cerf
- 1976 :	Espérer, Le Cerf
- 1966 :	Claudel : humour, joie et liberté, préf. de François Varillon, éd. de l'Épi, Paris